# 伊弟利斯·阿不都热苏勒
伊弟利斯·阿不都热苏勒（英文：Idris Abdurusul，1951年3月29日—），维吾尔族，生于新疆维吾尔自治区乌鲁木齐市，中华人民共和国考古学家。新疆文物考古研究所所长、研究员。

## 生平
伊弟利斯1970年6月参加工作。1972年進入考古隊，1973年參與發掘吐魯番阿斯塔那古墓群。1977年7月毕业于西北大学历史系考古专业，同年分配回新疆。1991年至1992年底，在法国国家科研中心研修史前考古。
据不完全统计，截至2005年，伊弟利斯共参加田野考古30余次，其中重要的有：
- 1973年至1974年吐鲁番阿斯塔那古墓群考古发掘；
- 1979年孔雀河古墓沟墓地考古发掘；
- 1979年至1989年8次到罗布泊开展文物普查；
- 1980年、1987年、1989年三次到民丰尼雅遗址考察；
- 1991年至2005年和法国国家科研中心中亚考古研究所合作，多次到克里雅河流域开展考古调查；
- 1995年主持交河故城沟西台地旧石器遗址点考古调查；
- 2002年至2005年主持罗布泊小河墓地考古发掘。

伊弟利斯曾多次担任考古队领队，率考古队深入罗布泊。曾为中法克里雅河联合考察队中方负责人，深入塔克拉玛干沙漠。2002年底，伊弟利斯带病率领4名年轻队员开始小河墓地首次调查。2003年，开始小河墓地大规模发掘。2004年10月初，新疆文物考古研究所和吉林大學邊疆考古中心合作，再度組隊到小河墓地繼續發掘，继续由伊弟利斯率隊。考古队临出发前，伊弟利斯的父亲已病重住院，野外调查工作进展到一半时，伊弟利斯的父亲病逝，伊弟利斯未能见到父亲最后一面。在小河墓地4年的发掘中，伊弟利斯在沙漠度过古尔邦节、肉孜节，以及3个元旦、2个春节。
伊弟利斯是第九届全国人大代表，全国先进工作者。曾获新疆维吾尔自治区文化厅优秀党员、新疆维吾尔自治区优秀科技工作者、优秀党务工作者、新疆维吾尔自治区有突出贡献优秀专家的称号。

## 著作
伊弟利斯在法国研修期间，完成5万多字的学术论文《中国新疆细石器遗存》。曾主持《交河沟北旧石器遗存》、《小河墓地》等整理研究项目，撰写过数十篇学术论文。合作编辑完成《新疆考古新收获》等多部著作。